# Хесенска културна награда
„Хесенската културна награда“ (на немски: Hessischer Kulturpreis) е учредена през 1981 г. от провинция Хесен и се присъжда ежегодно след 1982 г.
Отличието се дава „за особени постижения в областта на изкуството, науката и културното посердничество“.
Отначало наградата е на стойност 60 000 DM, а понастоящем – 45 000 €.

## Носители на наградата
- 1983: Карл Кролов (поет)
- 1986: Карл Дедециус (преводач)
- 1987: Фолкер Шльондорф (режисьор)
- 1988: Габриеле Воман (писателка)
- 1999: Юрген Хабермас (философ), Марсел Райх-Раницки (литературен критик)
- 2003: Тил Швайгер (актьор)
- 2009: Навид Кермани (писател)
- 2014: Петер Хертлинг (писател)
- 2015: Каролин Христова-Бакърджиева (изкуствоведка)